# ماثيو مان
ماثيو مان (بالإنجليزية: Matthew Mann)‏ هو سباح أمريكي، ولد في 1884، وتوفي في 1962.